# Zorzines gracilipennis
Zorzines gracilipennis är en fjärilsart som beskrevs av Inoue 1982. Zorzines gracilipennis ingår i släktet Zorzines och familjen nattflyn. Inga underarter finns listade i Catalogue of Life.